# Плезант-Ридж (Мічиган)
Плезант-Ридж (англ. Pleasant Ridge) — місто (англ. city) в США, в окрузі Окленд штату Мічиган. Населення — 2627 осіб (2020).

## Географія
Плезант-Ридж розташований за координатами 42°28′17″ пн. ш. 83°8′40″ зх. д. / 42.47139° пн. ш. 83.14444° зх. д. (42.471505, -83.144555).  За даними Бюро перепису населення США в 2010 році місто мало площу 1,47 км², уся площа — суходіл.

## Демографія
Згідно з переписом 2010 року, у місті мешкало 2526 осіб у 1115 домогосподарствах у складі 674 родин. Густота населення становила 1715 осіб/км².  Було 1153 помешкання (783/км²).
Расовий склад населення:
| - 94,7 % — білих - 1,9 % — чорних або афроамериканців - 1,1 % — азіатів - 0,1 % — корінних американців |

До двох чи більше рас належало 1,9 %. Частка іспаномовних становила 1,7 % від усіх жителів.
За віковим діапазоном населення розподілялося таким чином: 20,3 % — особи молодші 18 років, 65,3 % — особи у віці 18—64 років, 14,4 % — особи у віці 65 років та старші. Медіана віку мешканця становила 43,4 року. На 100 осіб жіночої статі у місті припадало 103,1 чоловіків;  на 100 жінок у віці від 18 років та старших — 100,8 чоловіків також старших 18 років.
Середній дохід на одне домашнє господарство  становив 132 983 долари США (медіана — 105 438), а середній дохід на одну сім'ю — 158 786 доларів (медіана — 139 750). Медіана доходів становила 90 391 долар для чоловіків та 70 417 доларів для жінок. За межею бідності перебувало 3,6 % осіб, у тому числі 2,4 % дітей у віці до 18 років та 2,1 % осіб у віці 65 років та старших.
Цивільне працевлаштоване населення становило 1559 осіб. Основні галузі зайнятості: освіта, охорона здоров'я та соціальна допомога — 27,4 %, науковці, спеціалісти, менеджери — 19,9 %, виробництво — 15,3 %.